# Paralimna millepuncta
Paralimna millepuncta är en tvåvingeart som beskrevs av Malloch 1925. Paralimna millepuncta ingår i släktet Paralimna och familjen vattenflugor. Inga underarter finns listade i Catalogue of Life.